# Espen Stokkeland
Espen Stokkeland (Kristiansand, 4 de julio de 1968) es un deportista noruego que compitió en vela en la clase Soling. 
Participó en dos Juegos Olímpicos de Verano, en los años 1996 y 2000, obteniendo una medalla de bronce en Sídney 2000, en la clase Soling (junto con Paul Davis y Herman Johannessen). Ganó dos medallas en el Campeonato Europeo de Soling, plata en 1995 y bronce en 1997.

## Palmarés internacional
| \| Juegos Olímpicos \| Juegos Olímpicos \| Juegos Olímpicos \| Juegos Olímpicos \| \| Año \| Lugar \| Medalla \| Clase \| \| ------------------ \| ------------------- \| ----------------- \| ---------------- \| \| 2000 \| Sídney (Australia) \| Medalla de bronce \| Soling \| \| Campeonato Europeo \| \| \| \| \| Año \| Lugar \| Medalla \| Clase \| \| 1995 \| Marstrand (Suecia) \| Medalla de plata \| Soling \| \| 1997 \| Troon (Reino Unido) \| Medalla de bronce \| Soling \| |                     |                   |        |
| Juegos Olímpicos |                     |                   |        |
| Año | Lugar               | Medalla           | Clase  |
| 2000 | Sídney (Australia)  | Medalla de bronce | Soling |
| Campeonato Europeo |                     |                   |        |
| Año | Lugar               | Medalla           | Clase  |
| 1995 | Marstrand (Suecia)  | Medalla de plata  | Soling |
| 1997 | Troon (Reino Unido) | Medalla de bronce | Soling |